# Antonio de la Sale

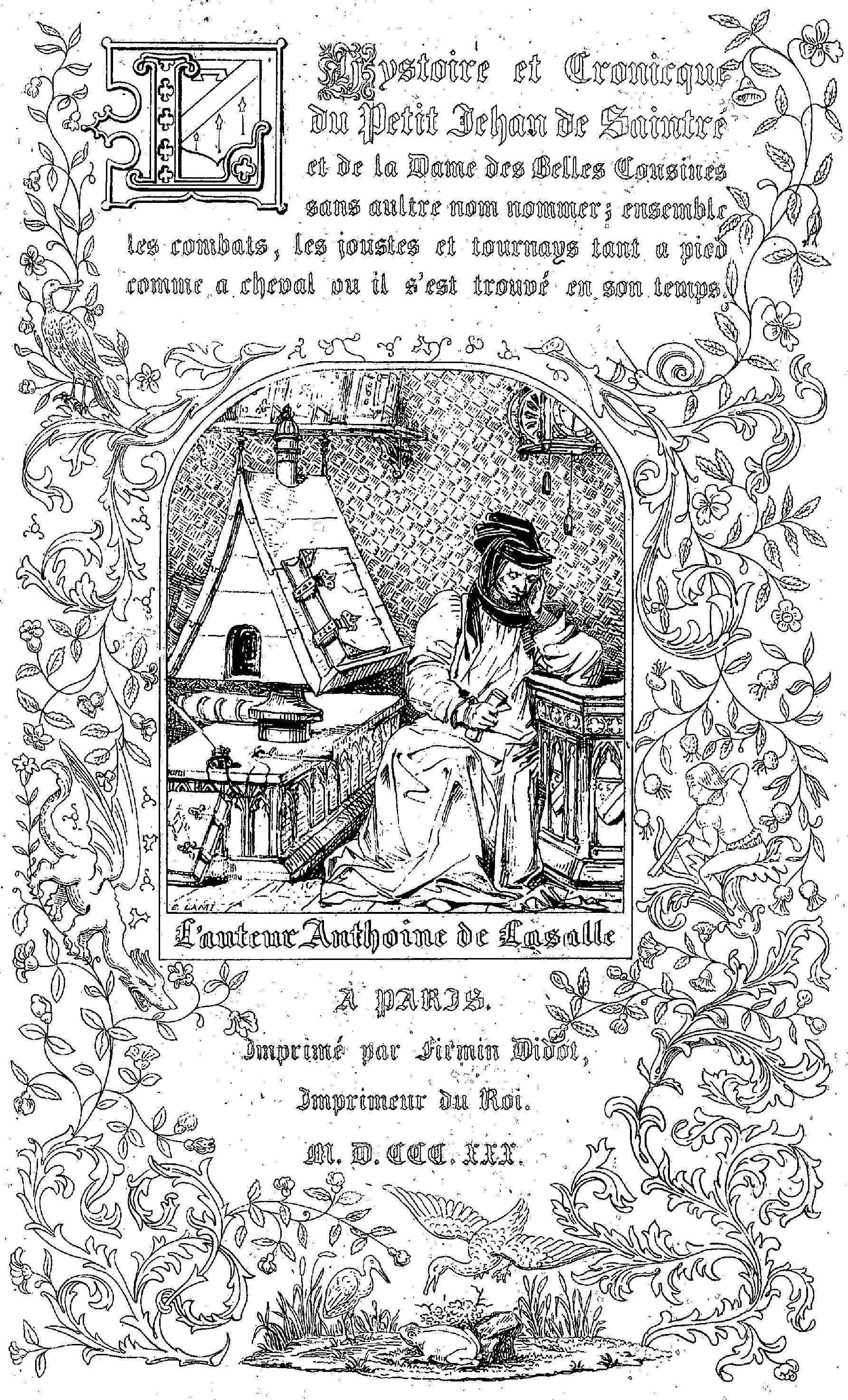
Frontispicio, edición de 1830 de Pequeño Jhon de Saintré, mostrando el retrato de un autor ficticio

Antoine de la Sale, de La Salle o de Lasalle (1385 o 1386 - 1460 o 1461) fue un cortesano francés, educador y escritor. Participó en numerosas campañas militares en su juventud y empezó a escribir cuándo había logrado la edad madura, en 1430.  Vivió en Italia, regresando a Francia en el 1440, donde actuó como árbitro en torneos, y escribió un tratado de la historia del torneo caballeresco en 1459. Fue preceptor de los hijos de Luis de Luxemburgo, Conde de Saint-Pol, a quien dedicó en 1451 un trabajo moral. Su obra más exitosa fue Pequeño Juan de Saintré, escrita en 1456, a los setenta años.

## Biografía
Nació en Provence, probablemente en Arlés, hijo ilegítimo de Bernardon de la Salle, un celebrado Gascon  mercenario, mencionado en las Crónicas Froissart y de Perrinette Damendel, una campesina.
En 1402 La Sale entró en la corte del tercer Angevin dinastía en Anjou, probablemente como paje.
En 1407 se encontraba en Messina con Louis II, Duque de Bourbon, quién había ido allí para aplicar su reclamación al reino de Sicilia. Los años próximos quizás estuvo en Brabant, presente en dos torneos dados en Bruselas y Ghent.
En 1415 participó en la exitosa expedición de Juan I de Portugal contra los moros en Ceuta.
En 1420 acompañó a Luis III de Anjou, de 17 años en su intento de afirmar su reclamación como Rey de Nápoles.
Viajó de Norcia al montes Sibillinos y el vecino lago de Pilato (el último sitio de descanso de Poncio Pilato, según la leyenda local). La historia de sus aventuras en este viaje y de las leyendas locales y la gruta Sibyl forma un capítulo de La Salade, el cual también tiene un mapa del ascenso de Montemonaco.
En 1426 La Sale probablemente regresa con Louis III de Anjou, quién era también conde de Provence, a Provence, donde actúa como viguier de Arlés en 1429.
En 1434 René de Anjou, sucesor de Luis, lo nombra tutor para su hijo, Juan II, Duque de Lorena (también conocido como Duque de Calabria), a quien La Sale dedica, entre los años 1438 y 1447, su La Salade, un textbook de los estudios necesarios para un príncipe. El título es naturalmente un juego sobre su propio nombre, debiéndose a los diversos asuntos del libro dice: una ensalada está compuesta "de muchos hierbas buenas." El trabajo comprende: geografía, historia, protocolo y táctica militar. Una copia original completa ha sobrevivido, y dos primeras ediciones. 
Incluye El Paraíso de la Reina Sibyl  (Le Paradis de la reine Sibylle), y Viaje a las islas Lipari  (Excursión aux Îles Lipari), pero estos a menudo han sido editados por separado.
En 1439 viaja de nuevo a Italia para hacerse cargo del castillo de Capua, con Juan II y su joven mujer, Marie de Bourbon, cuando el sitio estuvo asediado por el rey de Aragón. En el mismo año, La Sale se casa con Lione de la Sellana de Brusa. Él contaba con aproximadamente cincuenta y tres; ella, quince. En 1442, René de Anjou abandonó Nápoles, y La Sale no dudó en regresar a Francia. Su consejo estuvo abocado en los torneos que celebraban el matrimonio de la infortunada Margaret de Anjou en Nancy en 1445; y en 1446, en una exhibición similar en Saumur, fue uno de los árbitros.
Cuando el alumno de La Sale cumplió veinte años de edad, y después de cuarenta años' al servicio a la casa de Anjou, La Sale lo dejó para ser tutor de los hijos de Luis de Luxemburgo, Conde de Santo-Pol, quién lo llevó a Flanders y lo presentó en la corte de Philippe le Bon, duque de Burgundy. Para sus alumnos nuevos escribió Chatelet-sur-Oise, en 1451, un trabajo moral titulado La Salle. Siguió a su patrón a Genappe en Brabant cuando el Dauphin (después Luis XI) se refugió en la corte de Burgundian..
Durante la última década de su vida, La Sale fue un productivo escritor, publicando su más famoso trabajo El Pequeño Juan de Saintré en 1456,  una consoladora epístola Reconfort un Madame de Neufville, en 1458; y su libro de torneo Des anciens tournois et faictz d'armes, en 1459. Cent Nouvelles nouvelles, una colección historias licenciosas supuestas para ser narrados por varias personas en la corte de Philippe le Bon, fueron aparentemente recogidas o editadas por él.  Una copia completa de éstas fue presentada al Duque de Burgundy en Dijon en 1462. Si entonces La Sale era el autor, probablemente todavía vivía; de todos modos la última mención de él fue en 1461.

## Trabajos
- The Salad (French: La Salade) (1440-1444)
- La Salle (1451)
- Little John of Saintré (French: Le Petit Jehan de Saintré) (1456), de La Salle's most famous work.
- Reconfort a Madame de Neufville (c. 1458) A consolatory epistle including two stories of parental fortitude, written at Vendeuil-sur-Oise.
- Des anciens tournois et faictz d'armes (1459)
- Journee l'Onneur et de Prouesse (1459)
- Cent Nouvelles nouvelles (1461/2?), a collection of short stories, "undoubtedly the first work of literary prose in French", collected (and possibly partly authored or edited) by La Sale.
- Algunas críticas le han atribuido la farsa de Maitre Pathelin, pero aún sin certeza.